# Nour Wazzi
Nour Wazzi es una directora y productora británica-libanesa nacida en el Reino Unido, reconocida por su trabajo en cortometrajes y thrillers psicológicos. Su estilo se caracteriza por narrativas intensas y centradas en el desarrollo emocional de sus personajes. Aunque ha trabajado en varios proyectos independientes, su incursión más notable en el cine ha sido con la película Encierro (Locked In, 2023), producida por Netflix.

## Primeros años
Nour Wazzi nació y creció en el Reino Unido, de ascendencia libanesa, lo que le ha permitido mezclar influencias culturales tanto occidentales como de Oriente Medio en su narrativa visual. Desde joven, mostró interés por el cine, y su carrera comenzó en el ámbito del cine independiente, donde trabajó como directora y productora.
A lo largo de su carrera, ha dirigido varios cortometrajes que han sido reconocidos en festivales internacionales, destacando por su habilidad para crear tensión y construir personajes complejos. Además, ha producido contenidos para televisión y plataformas de streaming, ganando popularidad entre audiencias globales.

## Carrera
Nour Wazzi ha dirigido y producido una serie de cortometrajes aclamados, algunos de los cuales han sido premiados en festivales de cine. Su enfoque ha sido el thriller psicológico, el drama y las historias con fuertes componentes emocionales. Entre sus cortometrajes más notables se encuentran:
- Up on the Roof (2013): Un thriller dramático que recibió elogios por su narrativa tensa y visualmente impactante.
- Baby Mine (2017): Este cortometraje fue bien recibido en varios festivales y es otro ejemplo de su habilidad para manejar temas emocionalmente complejos.

En 2023, Wazzi dirigió su primer largometraje, Encierro (Locked In), que se estrenó en Netflix. La película, protagonizada por Famke Janssen y Rose Williams, es un thriller psicológico centrado en secretos familiares, traición y tensión emocional. Este proyecto consolidó su presencia en la industria del cine global y marcó un hito importante en su carrera.

## Otros proyectos
(solo en caso de que los hubiera, información sobre otras actividades como negocios, filantropía, publicidad)

## Vida privada
(información sobre los aspectos más destacados de su vida privada)

## Filmografía
(listado de producciones en las que ha trabajado)

## Premios y nominaciones
(en caso de que los tuviera)